# Gymnometriocnemus brevitarsis
Gymnometriocnemus brevitarsis är en tvåvingeart som först beskrevs av Edwards 1929.  Gymnometriocnemus brevitarsis ingår i släktet Gymnometriocnemus och familjen fjädermyggor. Inga underarter finns listade i Catalogue of Life.